# 強尼·喜多川
強尼·喜多川（日语： Janī Kitagawa */?，1931年10月23日—2019年7月9日），本名喜多川擴，是日本企业家、娱乐推广人及音乐制作人，為日本大型演藝經紀公司傑尼斯事務所的創辦人，生前曾任傑尼斯事務所、杰尼斯梦想、杰尼斯出版社、青年传播公司、持续工作室等公司的代表董事兼社長（总裁）。
在他病逝後4年的2023年，事務所正式承認其涉及多宗未成年男性性侵案。

## 生平

### 出生
约翰尼·喜多川的父母都是日本人。约翰尼·喜多川的父亲喜多川谛道是日本佛教高野山真言宗米國別院的阿闍梨（后为该寺第三代住持），同时他也在1946年2月到1948年2月出任过职业棒球队大映联队（后改名为“金星星队”）的球队经理。约翰尼是喜多川谛道的第二个儿子，于1931年10月23日出生于美国洛杉矶。由于约翰尼·喜多川有日本和美国的双重国籍，故而他的名字中也有一个中间名。约翰尼的大姐是玛丽·喜多川；而他的大哥喜多川真一则是美國國家航空暨太空總署的科学家，曾参与阿波罗号的设计，但于1980年代去世，得年五十余岁。
1933年，喜多川一家从美国返回日本，并定居于大阪市。然而在约翰尼的母亲去世后不久，第二次世界大战就爆发了，约翰尼与他的兄姊们被单独疏散到和歌山县东牟娄郡的那智胜浦町。
日本投降之后，喜多川家的孩子们于1947年再度前往美国，他们随后在洛杉矶当地的高中上学。在高中生时代，约翰尼·喜多川就在“Ernie Pyle Theater”担任音乐制作人助理。

高中毕业之后，约翰尼和他的姐姐一起考入了洛杉矶城市学院。
1950年，美空云雀与川田晴久前往美国巡回演出。当他们在洛杉矶演出时，由约翰尼父亲喜多川谛道所管理的真宗大谷派东本愿寺洛杉矶别院成为了演出会场。由于这个机会，约翰尼负责舞台的管理工作。因为得到川田晴久赏识，约翰尼和他有过多次亲密交谈，这成为约翰尼进入日本娱乐圈的契机。
1952年，约翰尼·喜多川再度返回日本。当时约翰尼在美国驻日大使馆工作，并担任美国陆军犯罪调查司令部派驻日本的情报官（翻译助手）。作为美国军事公关工作的一部分，约翰尼负责为朝鲜战争的孤儿们进行英语教学。由于约翰尼在日本仅仅只用了11个月就学会了朝鲜语，所以他随后被派遣到板门店美军一侧工作。在那里，他担任英语教学工作长达1年2个月。约翰尼退役返回日本后，一度为美国驻日大使馆军事援助顾问团的职员工作。同时，约翰尼还在这段时间考入上智大学国际部（现国际教养学部）。在求学期间，约翰尼于1955年组建了一支乐队并进入娱乐圈。此后，约翰尼·喜多川就在日本定居了下来。
约翰尼·喜多川的座右铭是“（表演必须继续）”。

### 创业
1960年前期，约翰尼·喜多川居住在东京都涩谷区代代木的驻日美军宿舍“华盛顿高地”。他组织起一支由附近三十多个少年所组成的棒球队并担任球队教练，而这支棒球队也以约翰尼的昵称“杰尼”来命名。这支球队的队员包括滨田光夫、小畑泰、设乐幸嗣等人，而球队的啦啦队成员则有松岛奉子等。约翰尼所组织的这支业余棒球队得到了职业棒球队和力道山的赞助，因而球队的训练场地搬迁到了位于池袋的立教大学棒球场。
某天，球队因为大雨而不能训练，约翰尼于是带着球队中来自澀谷區立代代木中學校的四个少年前往电影院。约翰尼在电影院观看了美国歌舞片《西区故事》并留下深刻印象，他因此正式决定进军日本娱乐产业。1962年4月，约翰尼从自己球队的队员里选拔出四个少年组成“杰尼斯”(通称“初代杰尼斯”）。
起初，约翰尼·喜多川在东京都丰岛区池袋西口的艺能事务所“新艺能学院”（现：名和事务所）工作。1962年6月，约翰尼创建了杰尼斯事务所。成立起初，杰尼斯事务所是渡边制作的业务提携公司，并负责为渡边制作培训艺人。1965年，杰尼斯事务所正式独立。1975年1月，杰尼斯事务所完成法人登记。
约翰尼的姐姐玛丽·喜多川自1950年代以来就在东京都新宿区四谷三丁目的圆通寺坂入口处右手边的位置经营着一家名为的酒吧。在经营酒吧期间，玛丽与《东京新闻》的记者（后转行为作家）藤岛泰辅交往密切。1972年，在藤岛泰辅离婚之后，玛丽与他结婚了。当约翰尼创立杰尼斯事务所之后，玛丽关掉了她的酒吧而来到杰尼斯事务所担任经理兼财务总监。

### 成功
约翰尼·喜多川与渡边晋被并列为日本娱乐产业的先驱者。虽然约翰尼的事业起步较晚，但是在1980年代之后，约翰尼的杰尼斯事务所开始超越曾经的大型娱乐公司而成为日本娱乐产业的新巨头。在杰尼斯事务所的初创时期，约翰尼就成功推出了Four Leaves和乡裕美等知名偶像及偶像组合。紧接着，约翰尼接连推出田野近三人組、涩柿子队和少年队三支三重奏型人氣偶像组合。
1987年，一支名叫光GENJI的偶像组合登上舞台并引发热烈反响。光GENJI是一支人数多达7人的团队型男子音乐组合，他们穿着旱冰鞋跳舞并夹杂杂技表演。作为一支前所未有的偶像组合，光GENJI获得空前的成功。但是作为一支获得如此巨大成功的偶像组合，他们的存在寿命仅仅只有8年。
1990年代，约翰尼·喜多川推出了杰尼斯事务所一支独特的且成员多才多艺的团体组合——SMAP。目前为止，SMAP所有成员都还留在娱乐圈并活跃于各个舞台。他们继承了光GENJI的路线并进一步发展了团体组合的魅力，而且他们还开创了偶像组合的可持续发展而不是匆匆就结束演艺生命，因此SMAP在日本娱乐圈及社会获得了极大的成功。而在SMAP出道之后，乐队形式的TOKIO、团员之间具有极大年龄差的V6、关西二人组KinKi Kids，以及正统偶像组合岚都紧接着出道了。他们沿着SMAP所开创的综艺偶像路线而前进，并都获得了各自的成功。
进入2000年代，Kinki Kids之后的第二支双子组合泷与翼、继V6、岚之后第三支于世界杯排球赛期间出道的偶像组合NEWS、TOKIO之后的乐队形式组合关西杰尼斯8、风格迥异于杰尼斯事务所传统组合的KAT-TUN，以及所有成员都出生于平成年间的Hey! Say! JUMP也纷纷出道，杰尼斯事务所诞生了许多个性组合。
而在2010年代，少年队之后首支三重奏偶像组合NYC、像光GENJI一样擅长使用旱冰鞋的Kis-My-Ft2、与岚一样是世界杯排球赛应援五人偶像组合的Sexy Zone、和Kis-My-Ft2一样经历了漫长小杰尼斯生涯而最终以DVD出道的组合A.B.C-Z、同V6一样成员具有年龄差的Johnny's WEST，以及自Johnny's WEST之后历经四年方才推出的偶像组合King & Prince等。这些成功案例形成了杰尼斯事务所内部公平竞争的氛围，也奠定了杰尼斯事务所成为男子偶像帝国的基石。

### 逝世
2019年6月18日上午11点30分左右，因感觉自己身体有不适，约翰尼·喜多川拨打电话求助之后被紧急送医。同日，推特上立刻出现一条“约翰尼被紧急送医、住院（ジャニーが緊急搬送され、入院した）”的内容，随后引发大量转发和关注。6月19日，《东京体育》报道了约翰尼紧急送医的新闻。
6月22日，统整网站刊登了一条有关“约翰尼去世”内容的新闻。这篇新闻既没有给出自己的新闻来源，同时对于报道的内容也描述得含糊不清。但自这一刻开始，有关约翰尼病情的相关消息开始在网络媒体上热烈传播。
7月1日，杰尼斯事务所宣布约翰尼·喜多川紧急入院治疗是由于其解离性脑动脉瘤破裂所导致的蛛网膜下腔出血。
7月9日下午4点47分，约翰尼·喜多川因解离性脑动脉瘤破裂所导致的蛛网膜下腔出血而逝世，享年87岁。
7月12日，在杰尼斯事务所旗下子公司杰尼斯岛屿位于涩谷区的排练场举行了约翰尼·喜多川的“家族葬礼”。葬礼以担任司仪的国分太一及井之原快彦为首，共计约有150名被称为“孩子们”的事务所艺人为喜多川送行。
9月4日，约翰尼·喜多川的告别追思会在东京巨蛋举行。整场追思会分为上、下两个部分，与约翰尼有关的部分艺人约3500人参加了上午的追思会，而普通民众共计8万8千余人则参加了下午的追思会。

## 争议

### 性侵醜聞
自1960年代开始，就有一些零星的报道指出约翰尼·喜多川是一名男同性戀者及恋童癖，并且还对自己事务所旗下的男性艺人有猥亵行为。1988年至1989年期间，《谣言的真相》杂志多次报道了相关内容。前兵库县宝塚市市长、时任自由民主党众议员的阪上善秀于2000年4月13日在众议院会议上公开讨论到这个问题。
1999年，《周刊文春》刊登了一篇对杰尼斯事务所的专题报道。在该专题中，《周刊文春》报道了约翰尼·喜多川对旗下艺人有同性性行为，同时还指出事务所所属的小杰尼斯有吸烟等不良行为。但约翰尼认为这些报道是不实的并对他的名誉构成了诽谤，因此约翰尼就此提起民事诉讼，要求《周刊文春》赔偿1亿日元。2002年3月27日，东京地方法院裁定《周刊文春》败诉，并要求其向约翰尼·喜多川赔偿880万日元。《周刊文春》不服判决并向东京高等法院上诉。2003年7月15日，东京高等法院法官矢崎秀一做出二审裁决。二审认定约翰尼的同性性行为报道属实，因此此部分报道不构成诽谤行为，故而裁定《周刊文春》的赔偿金减少至120万日元。约翰尼对二审结果不满，遂向日本最高法院提起上诉。日本最高法院法官藤田宙靖驳回了该上诉，三审定谳约翰尼的同性性行为报道属实并《周刊文春》只需赔偿120万日元。
《纽约时报》和《观察家报》等国际知名媒体也报道了该起事件，并对日本大众媒体在此事件中讳莫如深的态度表示不满。
在约翰尼·喜多川去世后，日本海外的媒体一方面报道了他的讣告，另一方面也提及了他的性虐待丑闻。英国媒体“BBC新闻”报道，在过去的时间里，事务所所属的少年艺人们曾多次告发性虐待。同时，关于日本包括电视媒体在内的大媒体被禁止报道喜多川丑闻的事业也在海外媒体上被曝光。法国的法新社报道称，凌虐事务所旗下少年的嫌疑浮出水面。而美国的《纽约时报》也提及了当年日本东京高等法院针对约翰尼·喜多川性虐待未成年人的审判。
日本的《周刊文春》在2019年7月25日的杂志上刊登了一篇新报道，就约翰尼·喜多川当年的“儿童性虐案”更新了一份证词。一名与岚成员同龄的时任小杰尼斯宣称，他因为拒绝了约翰尼·喜多川的邀请而被放逐到舞台角落。他还表示他的初吻对象就是喜多川。
2023年2月27日，英國廣播公司BBC宣布公司將於3月7日，播出將近1小時的特輯《獵食者：J-Pop的祕密醜聞》（Predator: The Secret Scandal of J-Pop）。節目介紹欄指出，強尼喜多川在日本娛樂圈影響力甚鉅，即便他性醜聞纏身，日本媒體似乎也忌憚其地位，就算他已過世3年多，依舊不敢報導相關新聞。BBC之所以關注起強尼喜多川的性醜聞事件，源於日本參議院議員東谷義和去年11月找上原為傑尼斯旗下準出道藝人的「岡本Kauan」爆料。「岡本Kauan」宣稱，自己15歲加入傑尼斯時，就被強尼喜多川叫去陪睡，當時已81歲的喜多川在床上愛撫他的全身、強迫他口交，儘管百般不願，但年紀輕輕的他不敢違抗這麼有影響力的大人物，只能就範照做。
2023年5月14日，杰尼斯現任社長藤島茱莉景子就性侵事件向相關人士與粉絲正式道歉。
2023年7月，服部良一次子，服部吉次偕同小學同學松崎基泰召開記者會，坦言過去年僅8歲的他和同學，被強尼喜多川性侵兩年。
聯合國人權理事會已經行動，除了和受害者對談外， 預計也將和日本政府、企業進行會談，預定在2024年7月提交一份調查報告，內容包括向日本提出的建議事項。2023年9月7日，傑尼斯事務所召開記者會認定外部專家小組提出的報告，承認故創辦人強尼喜多川性侵小傑尼斯男藝人為事實，決定接受專家小組建議藤島茱莉景子辭去社長職務，並對受害者道歉。

## 奖项荣誉
- 2003年，获第28届菊田一夫戏剧奖（日语：菊田一夫演劇賞）“特别奖”。[40]颁奖仪式上，由其旗下艺人堂本光一代为领取。[41]
- 2011年，获吉尼斯世界纪录“世界上制作演唱会最多的人”和“世界上制作冠军单曲最多的人”两项认证。[42]约翰尼·喜多川在此之前以“从不公开自己的照片”而闻名，但这次他首次将自己的照片向公众展示。[43]包括《吉尼斯世界纪录大全》（日本版除外）、体育新闻（日语：スポーツ新聞）类媒体都获得了这张照片的刊载权。但是由于约翰尼在这张照片上头戴棒球帽并佩戴太阳镜，故详细容貌并没有暴露。同时，根据吉尼斯公司的既有政策，这张照片是禁止在互联网上公开的。[c]2012年，他再度获得“世界上制作排行榜榜首艺人最多的制作人”认证。[44]

## 影视作品
- 《快点！少年（急げ! 若者）》（1974年）
- 《蓝色牛仔裤的回忆（日语：ブルージーンズメモリー BLUE JEANS MEMORY）》（1981年）
- 《好运LOVE（日语：グッドラックLOVE）》（1981年）
- 《飛車歌舞三人組》（1982年）

## 軼聞
- 约翰尼·喜多川喜欢用来称呼他旗下的艺人们。只有在面对关西杰尼斯8组合成员横山裕（Yokoyama You）的时候，由于他的本名「候隆」（kimitaka）太難唸，故而约翰尼將他的藝名改為「裕」（you）並称呼他为「橫」（/）。
- 关于喜欢用称呼他人的原因，约翰尼·喜多川给出了两个理由。“在美国，用称呼你的伙伴是很常见的事情。”“当你不记得对方的名字时，就显得很好用了。”约翰尼·喜多川表示“老实说，我并不能记住我旗下所有艺人的名字。这对我来说是个糟糕的地方。”蜷川幸雄说他对此深有同感。[45]
- 在甄选旗下艺人的时候的，约翰尼·喜多川除了考虑“外貌”以外，也会考虑到这些孩子们“内心的力量”。但是最近约翰尼对旗下艺人发型过于一致而导致个人特征消失而不满，他甚至抱怨道“其实和尚的发型也很酷，我很想让他们都剪一个和尚发型。”在身高方面，约翰尼会优先录取170厘米以下的少年。但是随着日本少年平均身高的提高，约翰尼也开始放宽了这个条件。[46]
- 因为认为“敬语是死板的”，约翰尼·喜多川禁止在他的公司内使用敬语。公司所属艺人都不许说敬语，特别是和约翰尼对话的时候。这些艺人一般称呼约翰尼为“杰尼桑（ジャニーさん）”或“社长”。
- 约翰尼·喜多川自称“非常喜欢演歌”，而在北岛三郎于2013年宣布退隐，《红白歌合战》的演歌歌手开始逐年减少，约翰尼表示这是“非常伤感的事情”。[47]
- 2011年7月，约翰尼·喜多川位于东京都涩谷区某公寓大厦的私人住宅遭到不明人士的侵入，约翰尼因此被困在自己房内长达30分钟；随后警方赶至并现场逮捕了入侵人士。[48][49]约翰尼的住在位于这栋47层楼建筑的顶楼，他的住宅没有因此发生物品丢失或被破坏的案件；同时约翰尼本人也没有受到人身伤害。[50][51]
- 2012年5月3日，约翰尼·喜多川向媒体表示他将启动“熊猫计划”并进军中国市场，并会在接下来的杰尼斯舞台剧中启用中国籍的小杰尼斯。但最后这个计划宣告搁浅。[52][53][54]

### 脚注
1. ↑  洛杉矶城市学院不是洛杉矶城市大学。
2. ↑  这是以日语读音来读英语后的音译。
3. ↑  在2013年于NHK World TV（该频道主要面向非日本地区播出）上映的纪录片中，这张照片也被再次公开展示。

1. ↑  「強尼」()為「約翰」之暱稱。

### 出典
1. 1 2 3 4 5 6 7 8  . 体育日本.   [2019-07-11]. （原始内容存档于2019-07-10）.
2. 1 2  . 产经体育.   [2019-07-11]. （原始内容存档于2019-07-09）.
3. 1 2  . 日刊体育.   [2019-07-11]. （原始内容存档于2019-07-09）.
4. 1 2 3 4  . 日刊体育.   [2019-07-11]. （原始内容存档于2019-07-10）.
5. 1 2  . 日刊体育.   [2019-07-11]. （原始内容存档于2019-07-10）.
6. ↑  . 体育报知.   [2019-07-11]. （原始内容存档于2019-07-09）.
7. ↑  . 产经新闻.   [2019-07-11]. （原始内容存档于2019-07-10）.
8. ↑  . 日报体育.   [2019-07-11]. （原始内容存档于2019-07-10）.
9. 1 2 3  . 杰尼斯事务所.   [2019-07-11]. （原始内容存档于2019-07-10）.
10. 1 2 3 4  . BuzzFeed.   [2019-07-11]. （原始内容存档于2019-07-02）.
11. ↑  . 朝日新闻.   [2019-07-11]. （原始内容存档于2019-07-10）.
12. ↑  . 日刊体育.   [2019-07-11]. （原始内容存档于2019-07-09）.
13. ↑  . 朝日新闻.   [2020-10-30]. （原始内容存档于2020-11-05）.
14. ↑  . 杰尼斯事务所. 2019-08-13  [2020-10-30]. （原始内容存档于2019-08-13）.
15. ↑  . 日刊体育.   [2020-10-30]. （原始内容存档于2019-08-13）.
16. ↑  北公次. . Data House. 1989-02-01  [2019-07-12]. ISBN 978-4924442672.
17. ↑  北公次. . Data House. 1989-09  [2019-07-12]. ISBN 978-4924442740.
18. ↑  北公次. . Data House. 1989-06  [2019-07-12]. ISBN 978-4924442719.
19. ↑  北公次. . Data House. 1988-11  [2019-07-12]. ISBN 978-4924442665.
20. ↑  ジャニーズ. . Data House. 1989-10  [2019-07-12]. ISBN 978-4924442757.
21. ↑  平本淳也. . 鹿砦社. 1998-12-10  [2019-07-12]. ISBN 978-4846301330.[永久]
22. ↑  丰川诞. 鹿砦社编辑部 , 编. . 鹿砦社. 1997-03  [2019-07-12]. ISBN 978-4846301965. （原始内容存档于2020-09-27）.
23. ↑  木山将吾. . 鹿砦社. 2005-03-01  [2019-07-12]. ISBN 978-4846305918. （原始内容存档于2020-09-27）.
24. ↑  . BOKUTABI.   [2019-07-12]. （原始内容存档于2019-07-12）.
25. ↑  . 日本众议院. 2000-04-13  [2019-07-12]. （原始内容存档于2013-10-29）.
26. 1 2 3  . Entamega.   [2019-07-12]. （原始内容存档于2019-07-12）.
27. 1 2 3  . Litera.   [2019-07-12]. （原始内容存档于2019-07-11）.
28. ↑  . 徒然なるつぶやき.   [2019-07-12]. （原始内容存档于2019-07-12）.
29. ↑  Calvin Sims. . 纽约时报.   [2019-07-12]. （原始内容存档于2019-06-12）.
30. ↑  Campion, Chris. . Observer Music Monthly (观察家报). 2005-08-21  [2019-07-12]. （原始内容存档于2014-02-01）.
31. ↑  . Exciteエキサイト. 日刊サイゾー.   [2020-10-29]. （原始内容存档于2020-11-04）.
32. ↑  . AFPBB. 法新社.   [2020-10-29]. （原始内容存档于2021-04-18）.
33. ↑  . Wezzy.   [2020-10-29]. （原始内容存档于2021-06-17）.
34. ↑  . J-CAST, Inc.   [2020-10-30]. （原始内容存档于2021-06-24）.
35. ↑  . YouTube. 2023-04-07  [2023-04-07]. （原始内容存档于2023-04-23）.
36. ↑  .   [2023-03-01]. （原始内容存档于2023-03-15）.
37. ↑  . 鏡週刊. 2023-05-14  [2023-05-15]. （原始内容存档于2023-05-30）.
38. ↑  . 読売新聞オンライン. 2023-05-14  [2023-05-15]. （原始内容存档于2023-05-22） （日语）.
39. ↑  傑尼斯事務所記者會 承認強尼喜多川性侵害事實 （页面存档备份，存于），中央社，2023-9-7
40. ↑  . 帝国剧场.   [2019-07-10]. （原始内容存档于2013-12-07）.
41. ↑  . 日刊体育.   [2019-07-10]. （原始内容存档于2019-07-10）.
42. ↑  . Sponichi Annex. 共同社.   [2019-07-10]. （原始内容存档于2019-07-09）.
43. ↑  . Sponichi Annex.   [2019-07-10]. （原始内容存档于2019-07-09）.
44. ↑  . 日刊体育.   [2019-07-10]. （原始内容存档于2019-07-09）.
45. ↑  上村, 由紀子. . AllAbout. 2015-01-11  [2019-07-10]. （原始内容存档于2015-01-11）.
46. ↑  . LITERA.   [2019-07-10]. （原始内容存档于2019-07-09）.
47. ↑  . 日报体育（日语：デイリースポーツ）.   [2019-07-10]. （原始内容存档于2019-07-10）.
48. ↑  . 47NEWS (共同通讯社). 2011-08-17  [2019-07-10]. （原始内容存档于2011-11-20）.
49. ↑  舍人. . 搜狐網. 搜狐娛樂.   [2017-10-15]. （原始内容存档于2017-10-15）.
50. ↑  . 日报体育（日语：デイリースポーツ）. 2011-08-18  [2019-07-10]. （原始内容存档于2011-08-18）.
51. ↑  舍人. . 搜狐網. 搜狐娛樂.   [2017-10-15]. （原始内容存档于2017-10-15）.
52. ↑  . Excite. Cyzo Woman.   [2019-07-10]. （原始内容存档于2019-07-10）.
53. ↑  . 东京体育.   [2019-07-10]. （原始内容存档于2019-07-10）.
54. ↑  舍人. . 搜狐网. 搜狐娱乐.   [2019-07-10]. （原始内容存档于2019-07-10）.

### 文献
- 芸能裁判研究班. . 鹿砦社. 2003-10-01  [2019-07-10]. ISBN 9784846305314. （原始内容存档于2020-09-27）.
- 小菅宏. . 讲谈社. 2007-03-23  [2019-07-10]. ISBN 9784062139007. （原始内容存档于2020-10-31）.

## 延伸阅读
- あおきひろし. . メタモル出版. 1999-07-01  [2019-07-10]. ISBN 9784895952408. （原始内容存档于2020-09-26）.
- 和泉ヒロシ. . オリオン出版. 1976-06-01  [2019-07-10]. （原始内容存档于2020-09-27）.
- 江木俊夫（日语：江木俊夫）; 小菅宏（撰稿人）. . ベストセラーズ. 1997-07-01  [2019-07-10]. ISBN 9784584183007. （原始内容存档于2020-09-27）.
- 鶴田康文. . データ・ハウス. 1990-03-01  [2019-07-10]. ISBN 9784924442818.